# Königliche Porzellan-Manufaktur Berlin

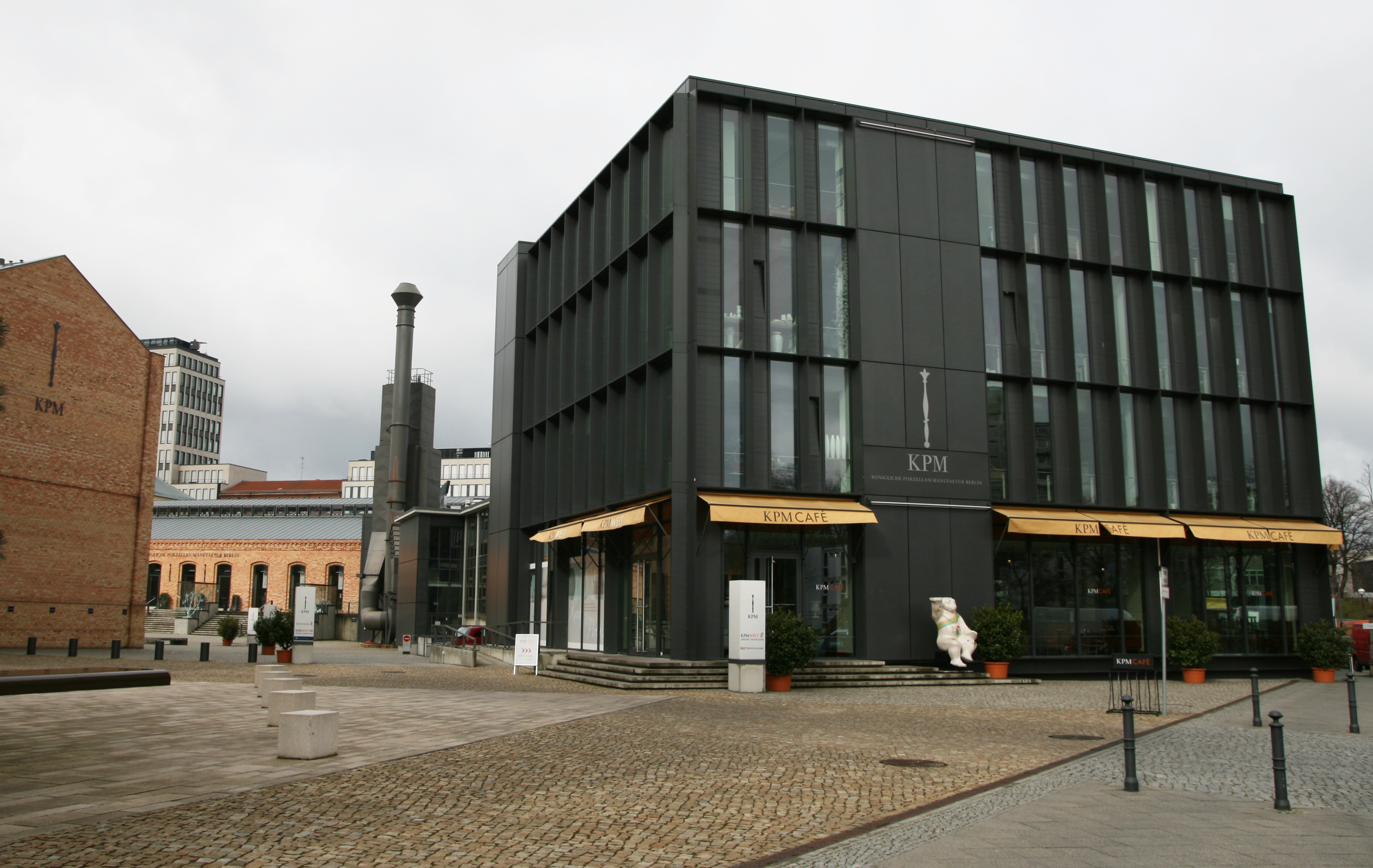
Vechea și noua clădire a manufacturii KPMB

Königliche Porzellan-Manufaktur Berlin (prescurtat KPMB) este o fabrică de porțelan, care a fost fondat la 19 septembrie 1763 de către Frederic cel Mare și are din anul înființării sediul în Berlin. Astăzi Logo-ul companiei este un sceptrul albastru de cobalt din stema brandenburgeză. Toate porțelanurile KPM sunt decorate, și de asemenea, semnate manual și marcate cu un brand de pictura. KPM este încă și astăzi, o fabrică care produce portelanuri, servicii și figuri din porțelan, aproape exclusiv manual și motivele sunt pictate manual. În anul 2016 manufactura KPMB a fondat fundația Stiftung Königliche Porzellan-Manufaktur Berlin.

### Galerie

Logo-ul manufacturii
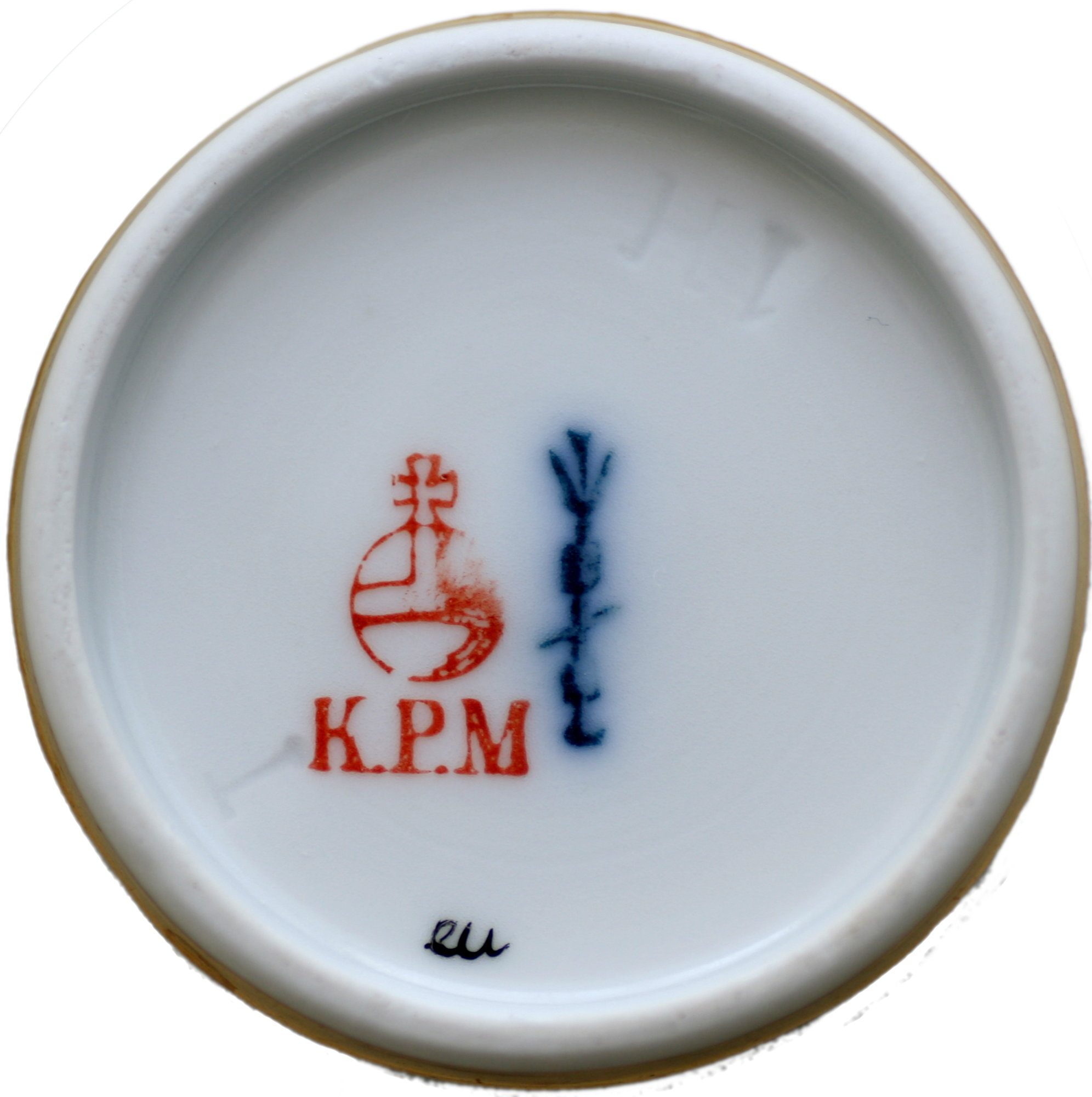
Logo-ul manufacturii de porțelan din 1841 (Sceptrul este aplicat sub glazura și de aceea este oarecum neclară.)
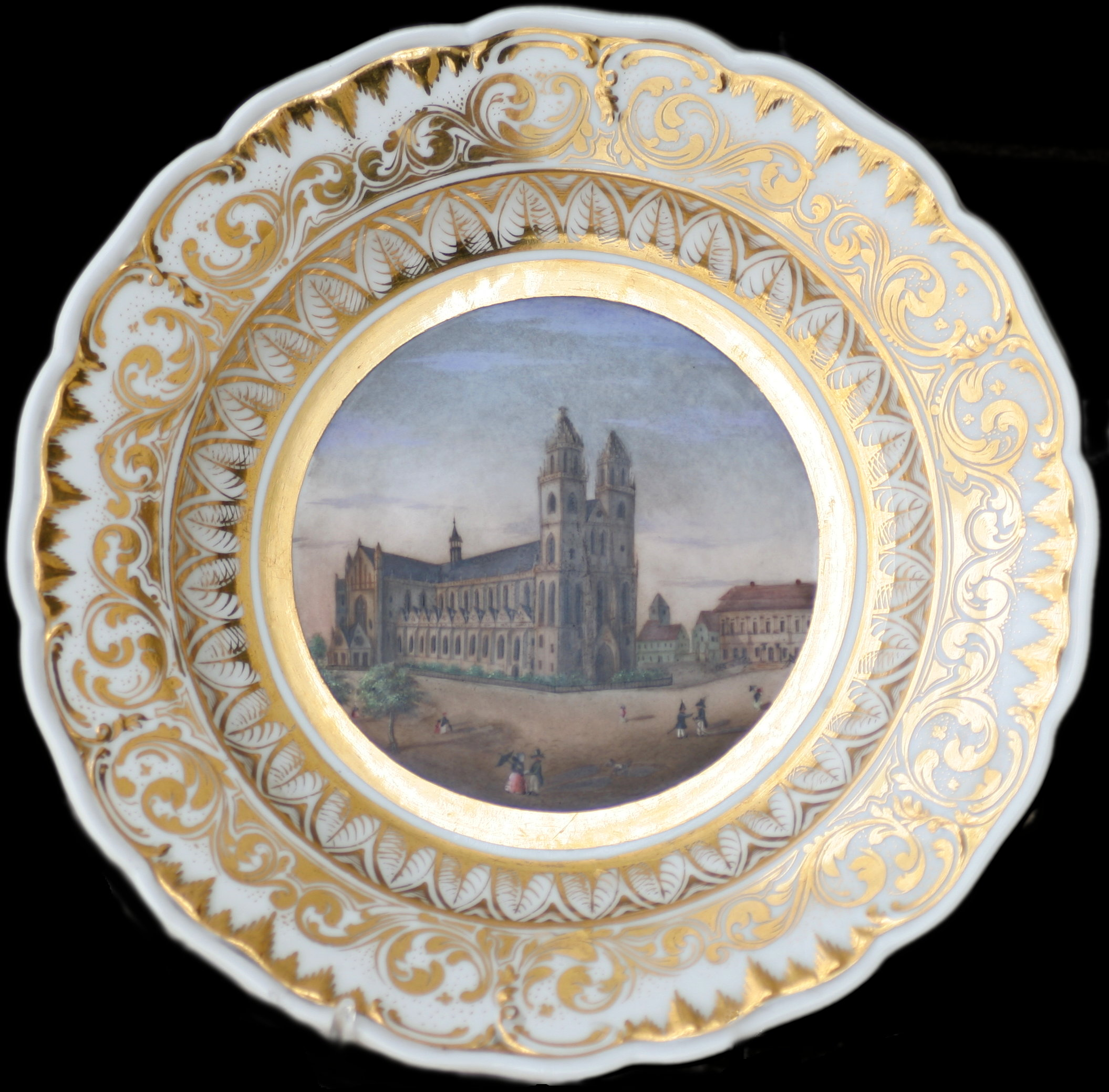
Farfurie decorativă cu Domul din Magdeburg
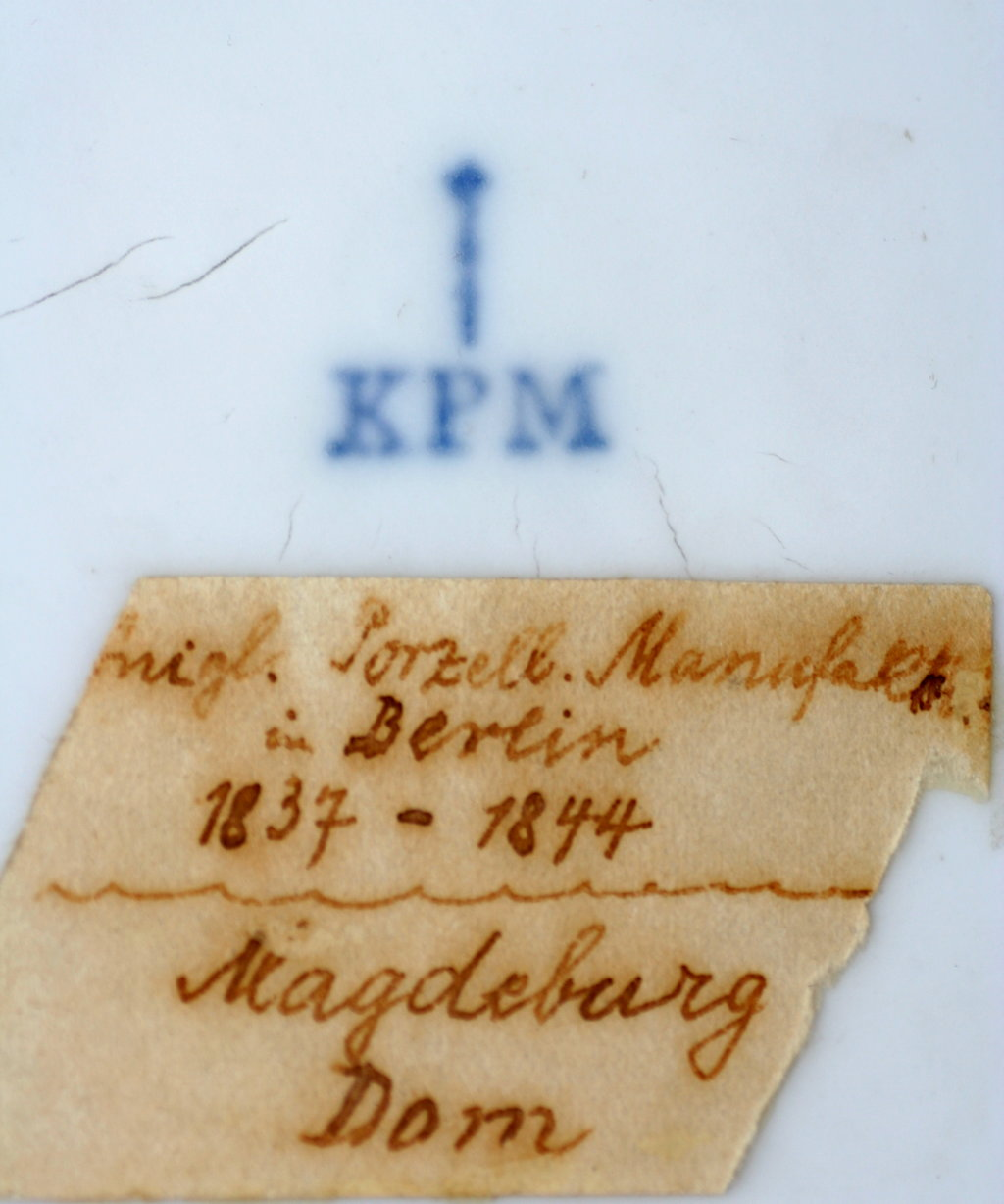
Partea din spate a farfuriei
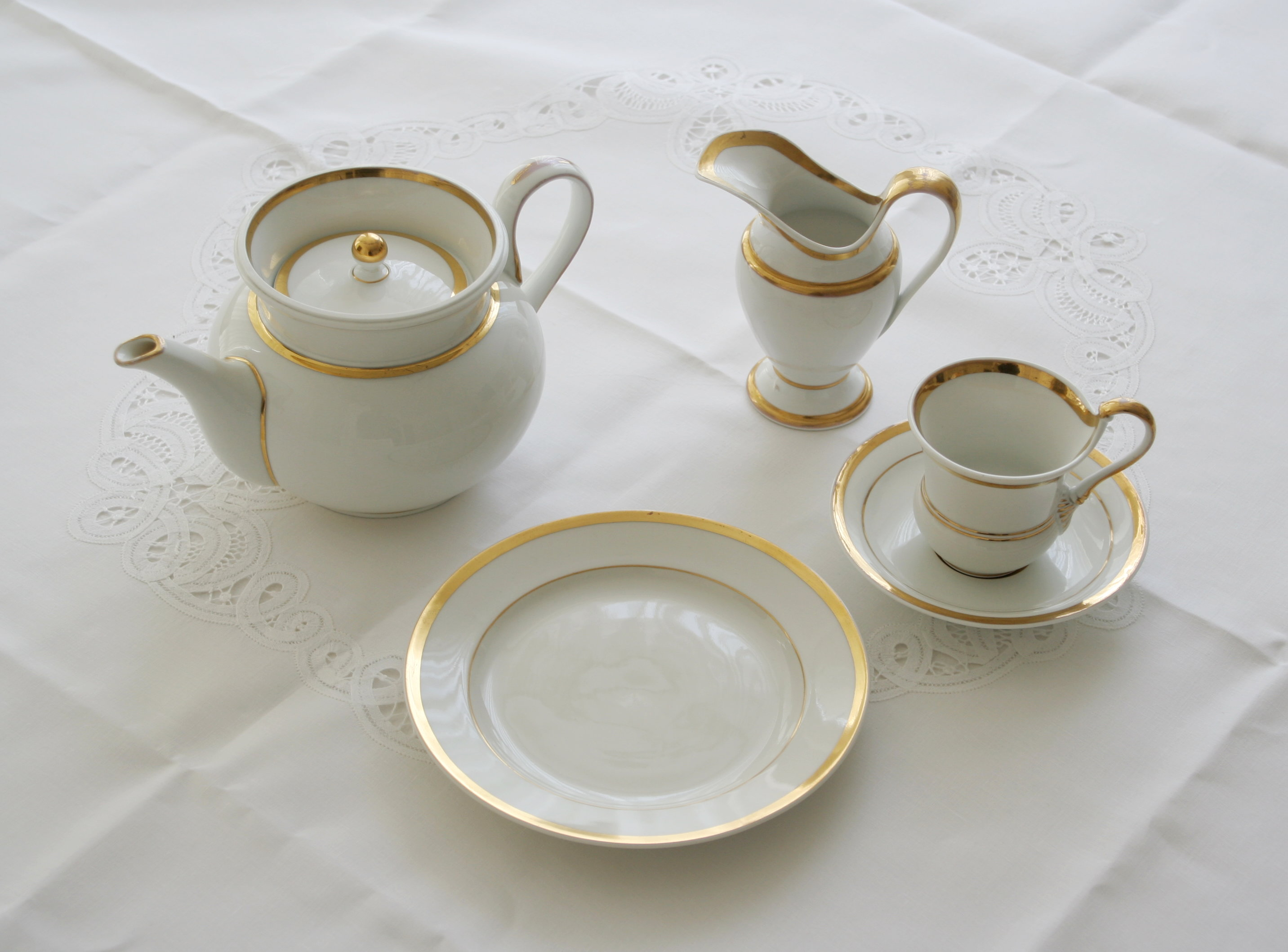
Veselă, ca. 1850
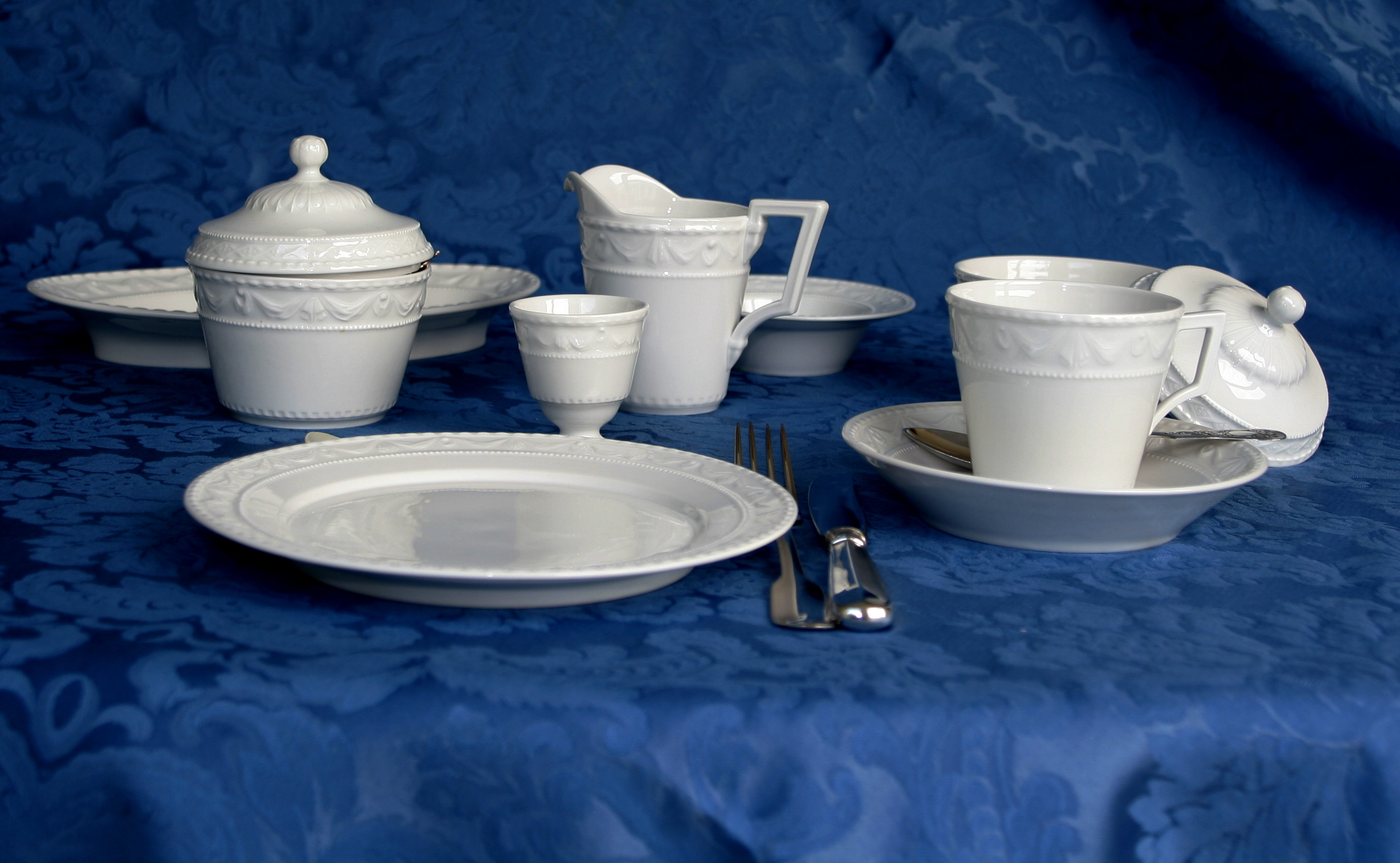
Seria Kurland
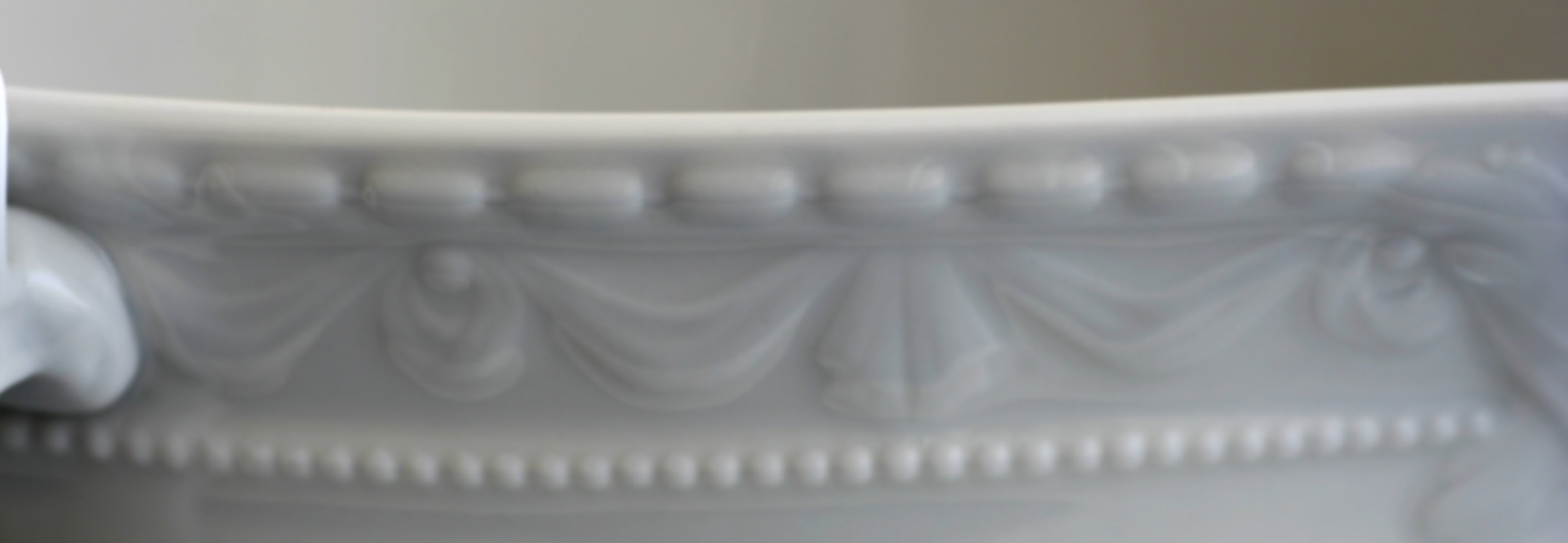
Detaliu
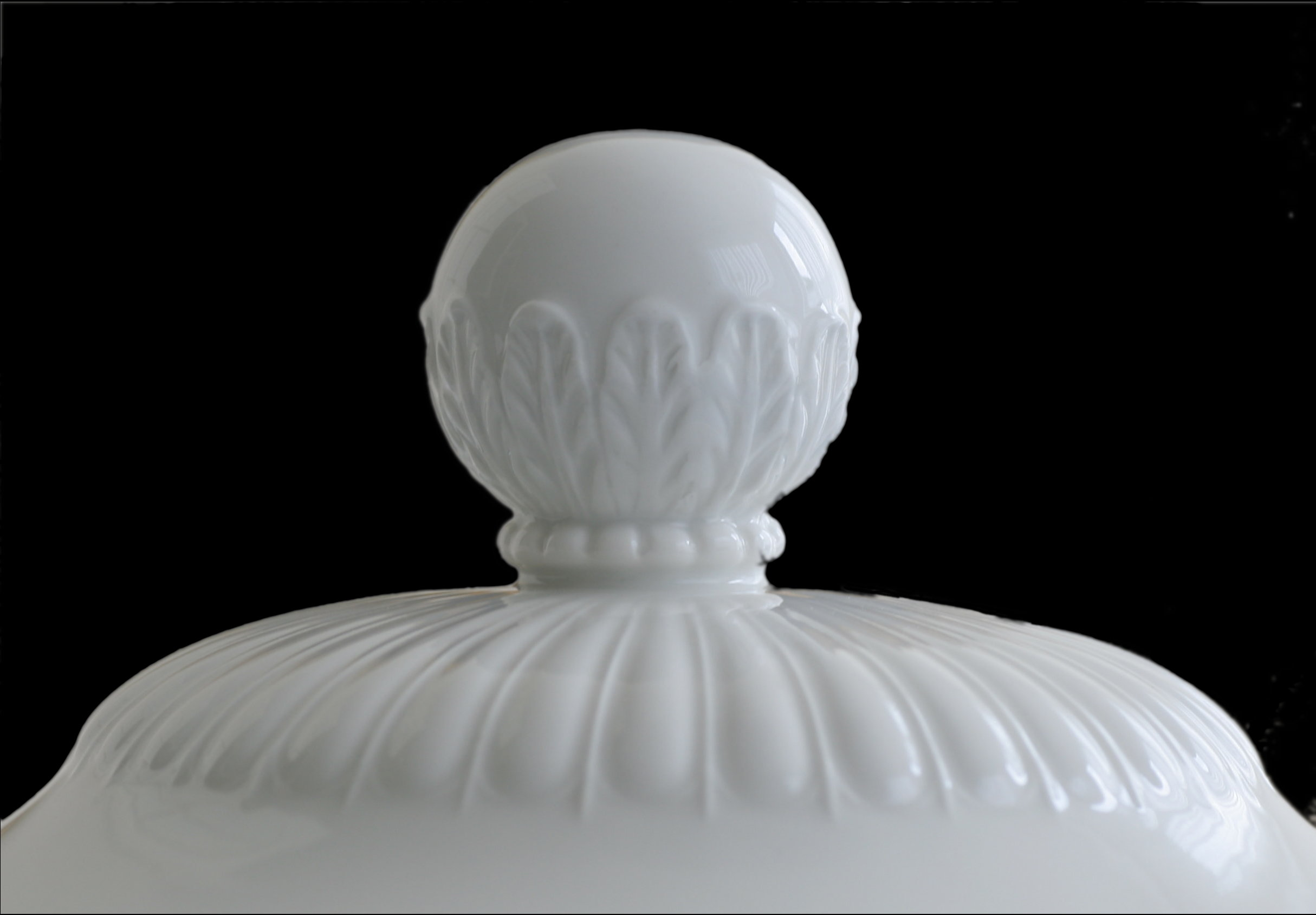
Detaliu
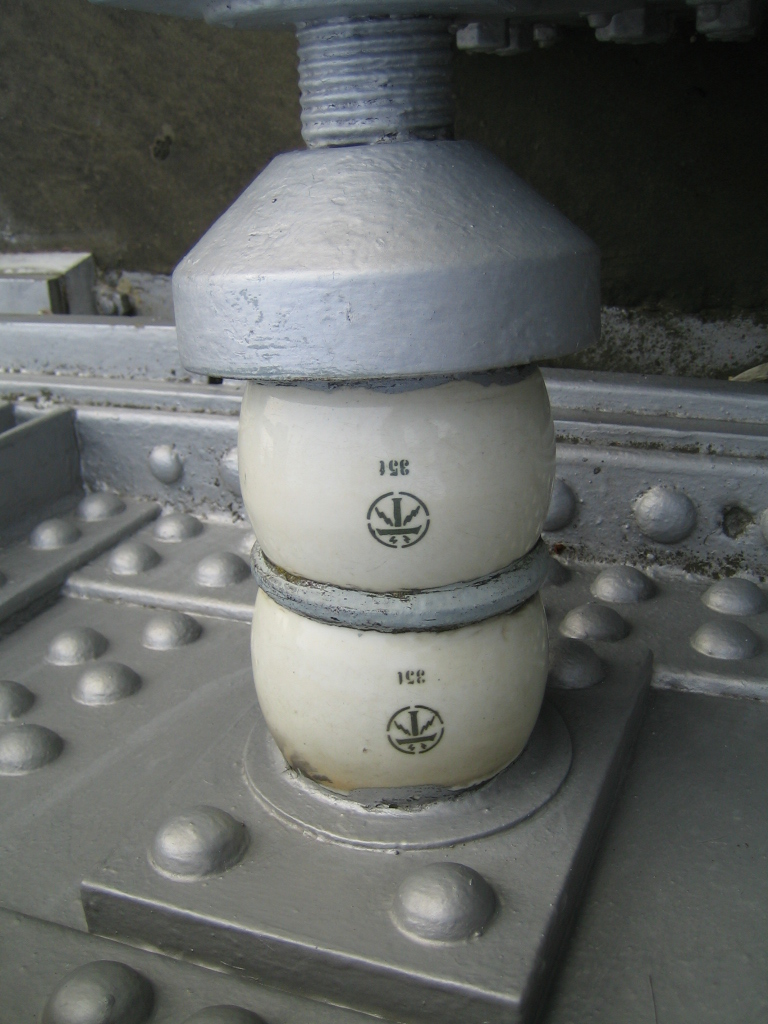
Izolatori KPM la Berliner Funkturm
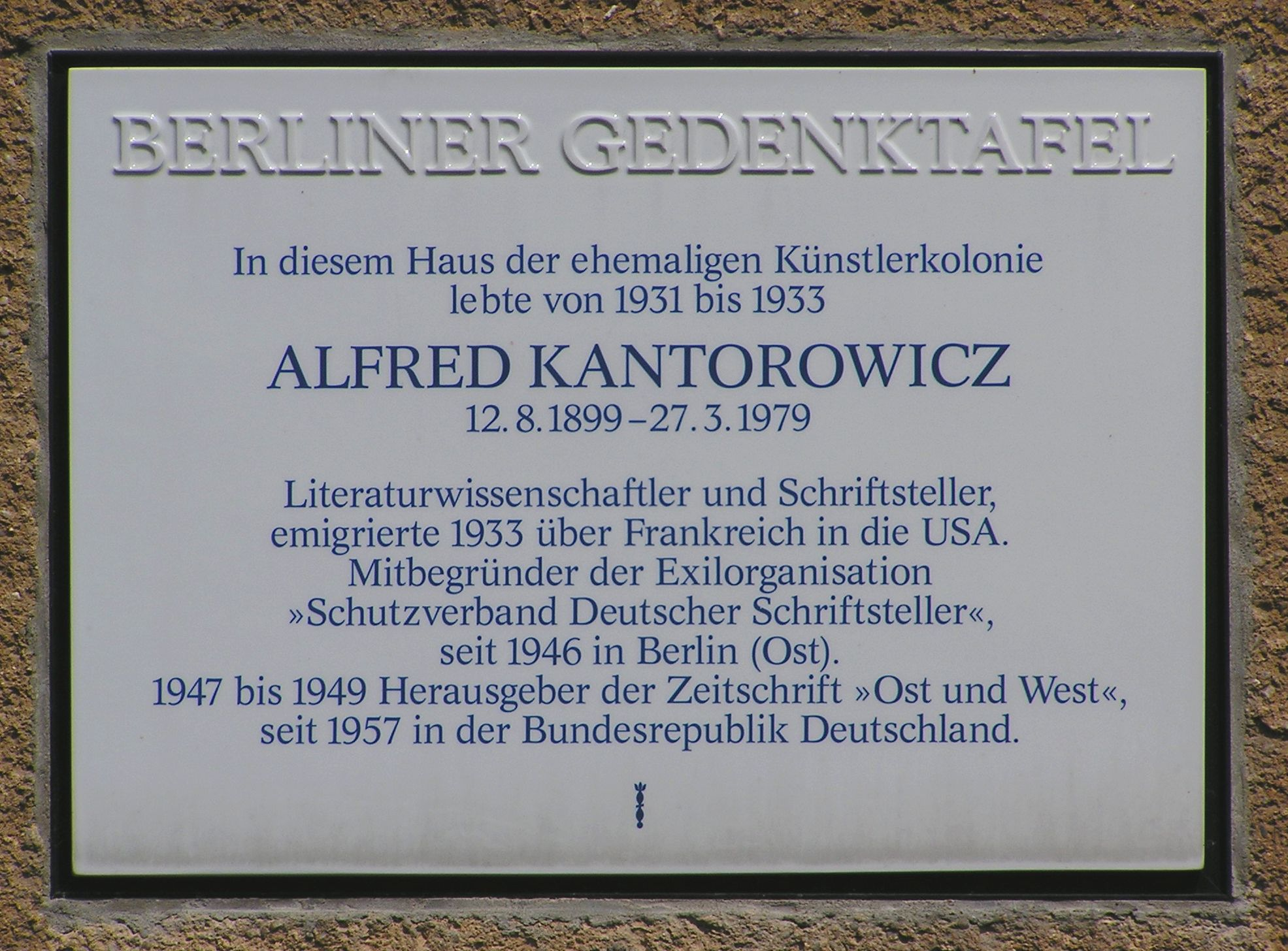
Placă comemorativă
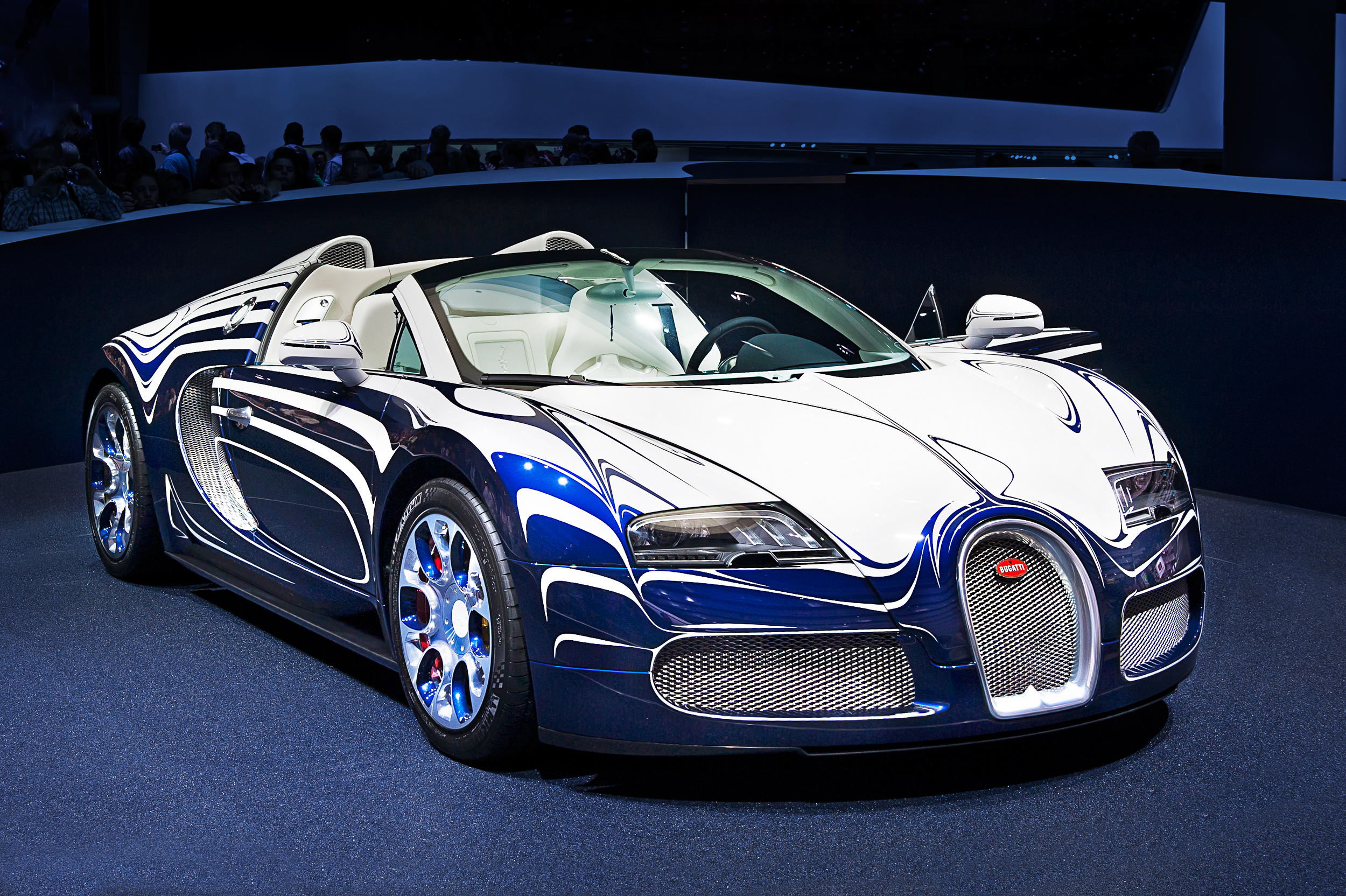
Bugatti Veyron L’Or Blanc